# Sympycnus insolitus
Sympycnus insolitus är en tvåvingeart som beskrevs av Van Duzee 1932. Sympycnus insolitus ingår i släktet Sympycnus och familjen styltflugor.
Artens utbredningsområde är Utah. Inga underarter finns listade i Catalogue of Life.